# Gil-galad
Gil-galad est un personnage du légendaire de l'écrivain britannique J. R. R. Tolkien, apparaissant dans son roman posthume Le Silmarillion. Fils de Fingon, il devient, à la mort de Turgon, le Haut Roi des Ñoldor. Il est essentiellement connu pour avoir été le détenteur de l'anneau elfique Vilya qu'il légua à son héraut Elrond, et pour avoir été le chef des forces elfiques lors de la Dernière Alliance des Elfes et des Hommes, qui combattit Sauron à la fin du Second Âge, bataille durant laquelle il trouva la mort aux côtés d'Elendil.

## Noms
Gil-galad est, selon les versions, soit le nom donné par sa mère à Artanáro soit un epessë acquis au combat, du fait que son armure et son bouclier brillaient. Il signifie, en sindarin, « étoile brillante », de la racine gil « étoile » et galad « radiance, reflet brillant »,.
Son nom maternel, Artanáro est en quenya et est peut-être en rapport avec la noblesse, comme dans le nom de Galadriel, Artanis, qui signifie « noble dame » dans cette langue.
Son nom paternel est Ereinion, « rejeton des rois » en sindarin, de erain « rois », ion « fils ». Il possède enfin un dernier nom de signification inconnue, Rodnor.

## Histoire
Gil-galad naît à une date inconnue du Premier Âge. À la suite de la défaite des Ñoldor lors de la quatrième bataille du Beleriand, la Dagor Bragollach, en l'an 455, Fingon son père, alors Haut Roi des Ñoldor, l'envoie vivre chez le Teler Círdan, aux havres d'Eglarest et Brithombar. En 472, lors de la Nírnaeth Arnoediad, Fingon est tué. Le titre de Haut Roi des Ñoldor passe à son oncle Turgon, le roi de la cité cachée de Gondolin, qui le porta jusqu'à sa mort en l'an 510, date à laquelle les armées de Morgoth détruisent la cité. Gil-galad devient alors Haut Roi des Ñoldor à son tour.
En l'an 473, Gil-galad, Círdan et les habitants d'Eglarest et Brithombar doivent fuir devant ces mêmes armées, et se réfugient sur l'île de Balar, où ils sont bientôt rejoints par les rescapés de Gondolin et de Doriath, ayant fui devant les fils de Fëanor, depuis les havres du Sirion. À la fin du Premier Âge, après que les Valar ont combattu Morgoth durant la guerre de la Grande Colère, Gil-galad est rejoint par Elrond, qui le suit quelques années plus tard dans son nouveau royaume du Lindon.
En 883 du Second Âge, Gil-galad, inquiet de la montée de Sauron à l'est de la Terre du Milieu, écrit une missive au roi de Númenor, Meneldur, par l'intermédiaire de son fils Aldarion. Durant tout son règne, Aldarion reste en contact avec Gil-galad. Aldarion lui offre d'ailleurs quelques pousses de mellyrn que Gil-galad donnera plus tard à Galadriel et qu'elle plantera en Lothlórien. Vers l'an 1200, Gil-galad reçoit la visite de Sauron déguisé sous les traits d'Annatar, qui lui propose son amitié. Gil-galad, soutenu par Elrond, refuse son offre. Sauron finit par se présenter au Gwaith-i-Mírdain, des forgerons habitant en Eregion menés par Celebrimbor. Avec eux, Sauron crée les anneaux de pouvoir et son propre anneau, l'Unique. Celebrimbor, avisant la traîtrise de Sauron, cache les trois anneaux destinés aux Elfes, en les offrant à Gil-galad, Galadriel et Círdan, en 1590. Gil-galad se voit ainsi attribuer l'anneau de l'air, Vilya. En 1695, Sauron déclare la guerre aux Gwaith-i-Mírdain ce qui marque le début de la première guerre des Elfes contre Sauron. Gil-galad demande alors des renforts à Númenor, renforts qui sont envoyés par Minastir, entre 1731 et 1869 du Second Âge, et qui permettent de vaincre Sauron.

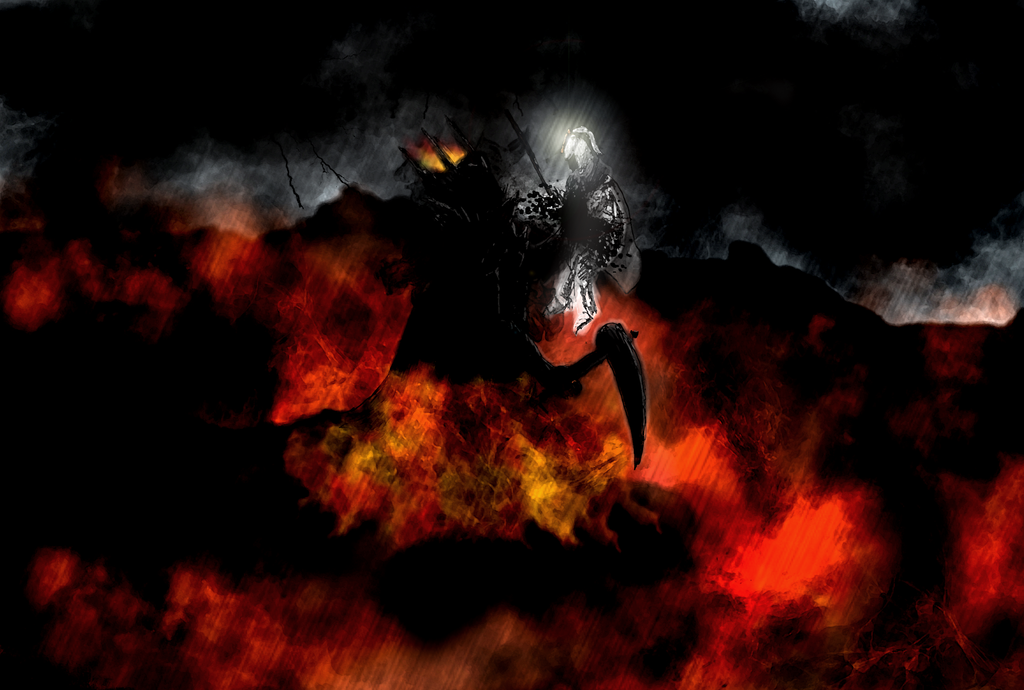
Vue d'artiste du combat entre Sauron et Gil-galad.

En 3319, Gil-galad accueille les exilés ayant survécu à la submersion de Númenor, dirigés par Elendil et ses fils Isildur et Anárion. Ceux-ci créent les royaumes de Gondor et d'Arnor. 110 ans plus tard, en 3429, Sauron, qui a survécu à la submersion de Númenor, déclare la guerre aux Gondoriens et aux Elfes. Gil-galad, son héraut Elrond, Círdan, Elendil et ses fils créent la Dernière Alliance des Elfes et des Hommes pour combattre les armées de Sauron. Partant de l'Arnor, les armées de l'alliance marchent sur le Mordor. En 3434 a lieu la première victoire sur Sauron, lors de la Bataille de Dagorlad. Gil-galad cède l'anneau Vilya à Elrond. Leur victoire à Dagorlad leur permet d'entrer en Mordor et d'assiéger la forteresse de Barad-dûr durant sept années, amenant à la victoire contre Sauron mais au terme desquelles, en 3441, Gil-galad périt, ainsi qu'Elendil et Anárion.
Après sa mort, Gil-galad devient un personnage légendaire. Pendant la guerre de l'Anneau, le hobbit Samsagace Gamegie récite un poème à sa mémoire, qu'il tient de Bilbon Sacquet. Grands-Pas identifie le poème comme une traduction en westron du « lai intitulé La chute de Gil-galad, qui est en une langue ancienne ».

## Création et évolution
Gil-galad apparaît pour la première fois dans la seconde version de La Chute de Númenor, datant de l'automne 1937, où il est dit qu'il combat avec Elendil contre le sorcier Thû, le futur Sauron. Dans la Quenta Silmarillion, datant également de l'automne 1937, une note de Tolkien en marge du texte donne les termes Gilgalad [sic] et Lindon. Christopher Tolkien note que ces deux termes tendraient à prouver que la conception des terres non-submergées du Beleriand et d'une alliance entre Elfes et Hommes serait apparue à cette époque. La rédaction du Seigneur des anneaux commence cette même année.
Selon Douglas Charles Kane, la première partie du Seigneur des anneaux n'avait que des rapports vagues et peu définis avec le reste du légendaire et des récits du Premier Âge. C'est plus tardivement dans l'élaboration du roman que J. R. R. Tolkien fixe la Terre du Milieu de la guerre de l'Anneau comme un Âge plus tardif que ses récits des anciens jours. Quand mention est faite de Gil-galad dans le récit, Tolkien ne lui assigne pas une place claire dans les généalogies noldorines, puisqu'il n'avait pas été inventé précédemment.
La généalogie de Gil-galad n'est pas claire et a changé de nombreuses fois au cours de la vie de Tolkien. Originellement et pendant peu de temps il est censé être un descendant de Fëanor. Plus tard, pendant l'écriture du Seigneur des anneaux, il est conçu comme le fils de Finrod Felagund. J. R. R. Tolkien ayant décidé par la suite que Finrod était un célibataire sans enfants, il change sa généalogie. Dans la version publiée du Silmarillion, Gil-galad est un Ñoldo le fils de Fingon, fils de Fingolfin, fils de Finwë. Cette version semble avoir été très éphémère et Christopher Tolkien la désavoue.
La version la plus récente de Tolkien, dans The Shibboleth of Fëanor, en fait le fils d'Orodreth, lui-même neveu de Finrod, ce qui donnerait un arbre généalogique du type :
|  |  | Finwë     | Finwë     | Finwë     | Finwë     | Finwë     | Finwë     |        |        | Indis    | Indis    | Indis     | Indis     | Indis     | Indis     |           |           | Olwë   | Olwë   | Olwë   | Olwë   | Olwë   | Olwë   |        |        |  |  |        |        |        |        |        |        |  |  |           |           |           |           |           |           |           |           |           |           |          |          |          |          |  |  |
|  |  | Finwë     | Finwë     | Finwë     | Finwë     | Finwë     | Finwë     |        |        | Indis    | Indis    | Indis     | Indis     | Indis     | Indis     |           |           | Olwë   | Olwë   | Olwë   | Olwë   | Olwë   | Olwë   |        |        |  |  |        |        |        |        |        |        |  |  |           |           |           |           |           |           |           |           |           |           |          |          |          |          |  |  |
|  |  |           |           |           |           |           |           |        |        |          |          |           |           |           |           |           |           |        |        |        |        |        |        |        |        |  |  |        |        |        |        |        |        |  |  |           |           |           |           |           |           |           |           |           |           |          |          |          |          |  |  |
|  |  |           |           |           |           |           |           |        |        |          |          |           |           |           |           |           |           |        |        |        |        |        |        |        |        |  |  |        |        |        |        |        |        |  |  |           |           |           |           |           |           |           |           |           |           |          |          |          |          |  |  |
|  |  | Fingolfin | Fingolfin | Fingolfin | Fingolfin | Fingolfin | Fingolfin |        |        | Finarfin | Finarfin | Finarfin  | Finarfin  | Finarfin  | Finarfin  |           |           | Eärwen | Eärwen | Eärwen | Eärwen | Eärwen | Eärwen |        |        |  |  |        |        |        |        |        |        |  |  |           |           |           |           |           |           |           |           |           |           |          |          |          |          |  |  |
|  |  | Fingolfin | Fingolfin | Fingolfin | Fingolfin | Fingolfin | Fingolfin |        |        | Finarfin | Finarfin | Finarfin  | Finarfin  | Finarfin  | Finarfin  |           |           | Eärwen | Eärwen | Eärwen | Eärwen | Eärwen | Eärwen |        |        |  |  |        |        |        |        |        |        |  |  |           |           |           |           |           |           |           |           |           |           |          |          |          |          |  |  |
|  |  |           |           |           |           |           |           |        |        |          |          |           |           |           |           |           |           |        |        |        |        |        |        |        |        |  |  |        |        |        |        |        |        |  |  |           |           |           |           |           |           |           |           |           |           |          |          |          |          |  |  |
|  |  |           |           |           |           |           |           |        |        |          |          |           |           |           |           |           |           |        |        |        |        |        |        |        |        |  |  |        |        |        |        |        |        |  |  |           |           |           |           |           |           |           |           |           |           |          |          |          |          |  |  |
|  |  |           |           | Finrod    | Finrod    | Finrod    | Finrod    | Finrod | Finrod |          |          | Orodreth  | Orodreth  | Orodreth  | Orodreth  | Orodreth  | Orodreth  |        |        | Angrod | Angrod | Angrod | Angrod | Angrod | Angrod |  |  | Aegnor | Aegnor | Aegnor | Aegnor | Aegnor | Aegnor |  |  | Galadriel | Galadriel | Galadriel | Galadriel | Galadriel | Galadriel |           |           | Celeborn  | Celeborn  | Celeborn | Celeborn | Celeborn | Celeborn |  |  |
|  |  |           |           | Finrod    | Finrod    | Finrod    | Finrod    | Finrod | Finrod |          |          | Orodreth  | Orodreth  | Orodreth  | Orodreth  | Orodreth  | Orodreth  |        |        | Angrod | Angrod | Angrod | Angrod | Angrod | Angrod |  |  | Aegnor | Aegnor | Aegnor | Aegnor | Aegnor | Aegnor |  |  | Galadriel | Galadriel | Galadriel | Galadriel | Galadriel | Galadriel |           |           | Celeborn  | Celeborn  | Celeborn | Celeborn | Celeborn | Celeborn |  |  |
|  |  |           |           |           |           |           |           |        |        |          |          |           |           |           |           |           |           |        |        |        |        |        |        |        |        |  |  |        |        |        |        |        |        |  |  |           |           |           |           |           |           |           |           |           |           |          |          |          |          |  |  |
|  |  |           |           |           |           |           |           |        |        |          |          | Finduilas | Finduilas | Finduilas | Finduilas | Finduilas | Finduilas |        |        |        |        |        |        |        |        |  |  |        |        |        |        |        |        |  |  |           |           |           |           | Celebrían | Celebrían | Celebrían | Celebrían | Celebrían | Celebrían |          |          |          |          |  |  |

Dans cette version, Gil-galad acquiert ses noms Artanáro et Rodnor. Enfin, il faut noter que les versions publiées des contes d’Aldarion et Erendis et Une description de l'île de Númenor, le nom Ereinion est une modification éditoriale qui remplace le nom Finellach.

## Critique et analyse
J. R. R. Tolkien se serait peut-être inspiré de la Bible de Jérusalem pour le nom de Gil-galad. Dans l'Ancien Testament est mentionné un lieu appelé « Gilgal », près de Jéricho. Le nom Gilgal signifie « cercle de pierre » et apparaît une vingtaine de fois dans l'Ancien Testament. Les noms « Gil-galad » et « Galadriel » ont pu en être rapprochés, Tolkien ayant pu s'inspirer des sonorités auxquelles il était confronté dans son travail de traduction du Livre de Jonas.

## Adaptations
Le personnage de Gil-galad a été porté à l'écran dans le prologue du film La Communauté de l'Anneau de Peter Jackson, en 2001, qui présente un aperçu de la Bataille de Dagorlad et où il est incarné par l'acteur Mark Ferguson.
Il a également inspiré les dessinateurs, comme Michael Kaluta qui à partir de la phrase d'Elrond dans Le Seigneur des anneaux « J'ai vu trois âges dans l'Ouest du monde, et maintes défaites, et maintes victoires sans lendemain » réalisa une illustration pour le Tolkien Calendar 1994.
Games Workshop en a réalisé une figurine pour son jeu Le Seigneur des anneaux, accompagné par Elrond.
Le sculpteur de Prince August, Chris Tubb, a également créé une figurine de Gil-galad dans la série Mithril.
En 2022, dans la série Le Seigneur des Anneaux : Les Anneaux de pouvoir, il est interprété par Benjamin Walker.